# Bradley Johnson
Bradley Paul Johnson (Hackney, 28 april 1987) is een Engels voetballer die als centrale middenvelder speelt. Hij tekende in september 2015 een contract tot medio 2019 bij Derby County, dat hem overnam van Norwich City.

## Clubcarrière
Johnson speelde in de jeugd voor Arsenal en Cambridge United. Hij tekende in januari 2008 een contract voor 3,5 jaar bij Leeds United. Daarbij maakte hij op 14 januari 2008 zijn debuut, tegen Crewe Alexandra. In 122 competitiewedstrijden scoorde hij zestien keer voor Leeds.
Johnson tekende op 1 juli 2011 een driejarig contract bij Norwich City. Op 17 september 2011 maaktehij zijn eerste doelpunt voor Norwich, tegen Bolton Wanderers.
1 Zetterström ·
2 Wilson ·
3 Forsyth ·
4 Ozoh ·
5 Bradley ·
6 Cashin ·
7 Barkhuizen ·
8 Osborn ·
9 Collins ·
10 Yates ·
11 Méndez-Laing  ·
12 Phillips ·
13 Luthra ·
14 Washington ·
16 Thompson ·
17 Goudmijn ·
18 Harness ·
19 Jackson ·
20 Elder ·
21 Rooney ·
23 Ward ·
24 Nyambe ·
27 Blackett-Taylor ·
28 Chirewa ·
31 Vickers ·
32 Adams ·
35 Nelson ·
39 Brown ·
Coach: Warne
· Assistent-coach: Barker
· Assistent-coach: Hamshaw
· Keeperstrainer: Warrington